# Гюнц
Гюнц (нем. Günz) — река в Германии, протекает по Швабии (земля Бавария). Речной индекс 1158. Площадь бассейна реки составляет 713,21 км². Длина реки 54,82 км. Высота истока 575 м. Высота устья 440 м.
Гюнц образуется слиянием двух рек — Westliche Günz и  Östliche Günz. Его истоки находятся в Нижнем Алльгое, в окрестностях Лаубена. Впадает Гюнц в Дунай в Гюнцбурге.
Река дала название раннеплейстоценовому гюнцскому оледенению Альп (900—800 тыс. лет назад) и межледниковым периодам Гюнц-Миндель и Дунай-Гюнц.